# Morgen gaat 't beter
Morgen Gaat 't Beter is een Nederlandse film uit 1939 naar een roman van de Oostenrijks-Deense schrijfster Annemarie Selinko. De film werd geregisseerd door Frederic Zelnik en heeft Lily Bouwmeester in de hoofdrol.

## Verhaal
Wilhelmina 'Willy' Verhulst is een middelbare scholier die allesbehalve een goede leerling is. Ze let niet op in de klas en wordt dan ook regelmatig gecorrigeerd door haar geschiedenislerares, juffrouw Baalman, de onderdirectrice van haar school. Haar vader, die ze liever Frits noemt, staat erop dat ze haar schooldiploma haalt en legt uit dat ze zonder nooit een baan zal krijgen. Frits is ernstig ziek, maar weigert een dokter te bellen. Willy, die door hem Wim wordt genoemd, belt na de zoveelste aanval toch de dokter en haar vader belandt in het ziekenhuis. Maar het is al te laat, niet veel later sterft hij. 
Willy krijgt te maken met de nukken van haar tante Paula, een strenge en schreeuwerige vrouw. Tante wil de inboedel verkopen, inclusief de speeldoos waar Willy zo aan gehecht is. Huisknecht en vertrouweling Johan (hij noemt zichzelf Willy's 'mascotje') redt achter Willy's rug om de speeldoos door hem op een veiling voor haar terug te kopen. Willy verliest haar optimisme niet en haalt uiteindelijk toch haar schooldiploma. Ze gaat lange tijd op pad om te solliciteren bij verschillende bedrijven, maar nergens heeft ze succes. Dan herinnert ze zich Alfred Herder, een jongeman die bij haar vader op de ziekenzaal lag en die toen tegen haar zei dat ze bij hem kon aankloppen als ze op zoek was naar een baantje. Ze zoekt hem op in de radiostudio in Hilversum en, na verschillende aanvaringen met hoorspel-acteurs, ontmoet ze hem voor de tweede keer en krijgt onmiddellijk een baan als zijn secretaresse bij de radio-omroep.
Op een avond krijgt een omroeper het nieuws dat zijn vrouw is betrokken bij een ernstig treinongeluk. De man wordt onwel en in de ontstane panieksituatie spreekt Willy een paar woorden in de microfoon. Ze wordt hiervoor op staande voet ontslagen door directeur De Raad. Ze keert bedroefd terug naar huis, waar ze in de lift naar haar etage wordt opgemerkt door flatbewoner Hans Daldrop. Hij toont sympathie voor de dame en nodigt haar uit naar zijn appartement. Hier zorgen hij en zijn vriend Bob ervoor dat ze zich al snel beter voelt.
Hoewel haar bazen zeer ontdaan waren over Willy's acties, hebben haar woorden bij de luisteraars grote indruk gemaakt. De radio-omroep wordt overspoeld met telefoontjes van mensen die vragen naar "het meisje met de sprookjesstem". Onder druk van de publieke opinie krijgt Willy haar eigen radioprogramma. Haar baas, meneer De Raad, belooft een radioster van haar te maken en biedt haar een contract van 500 gulden per maand aan. Ze kan haar geluk niet op en het programma wordt beroemd en geliefd bij zowel publiek als menig criticus. Ze krijgt advies van Alfred hoe ze zich voor het publiek moet presenteren.
In haar vrije tijd spreekt Willy nog regelmatig af met Hans. Hij weet niet dat zij en de beroemde Willy Verhulst één en dezelfde persoon zijn. Hij spreekt regelmatig over de in zijn ogen verwaande radio-omroepster, waarop Willy quasi luchtig reageert. Omdat hij vertelt dat hij niets van de ster moet hebben, geeft ze haar ware identiteit niet prijs. Ze wordt verliefd op hem en is bang dat als hij weet dat zij de bekende Willy is, hij niet meer van haar zal houden zoals ze is. Voor een korte periode zijn ze samen zeer gelukkig. Hieraan komt een einde als Hans met de noorderzon vertrekt. Hij blijkt een telegram te hebben gehad, waarin zijn vader hem dreigt om zijn toelage stop te zetten als hij niet
onmiddellijk naar huis komt en met zijn verloofde trouwt. Hans blijkt van diverse vrienden afscheid genomen te hebben, maar niet van Willy. Ook de door haar gebreide pullover neemt hij niet mee. Er blijkt overduidelijk, dat zij voor hem slechts een vluchtig tijdverdrijf was. Willy is gebroken en gaat naar een café, waar ze te veel wijngrocs drinkt. Hierdoor mist ze haar radio-uitzending. Als ze 10 minuten te laat bij de studio aankomt blijkt, dat Alfred haar heeft gered door een glasplaat met een oude opname van haar stem te hebben gebruikt voor het praatje van middernacht. De luisteraars en haar baas hebben dus niets gemerkt van haar afwezigheid. Ze beseft dat Alfred de ware voor haar is en dat ze altijd op hem zal kunnen vertrouwen. Ze vraagt hem ten huwelijk. Hij accepteert haar aanzoek, maar vindt dat ze geen gehaaste besluiten moeten nemen en stelt Willy voor om er drie weken over na te denken. Hun gesprek wordt onderbroken door een telefoontje van Hans. Willy verzekert Alfred dat ze niet meer terug naar Hans zal gaan. Die scheldt haar daarop de drie weken bedenktijd kwijt, en Willy neemt voorgoed afscheid van Hans via de telefoon. Ze hangt op en zoent met Alfred. Het hondje geeft Willy terug aan Hans.

## Rolbezetting
| Acteur                 | Personage                       |
| ---------------------- | ------------------------------- |
| Lily Bouwmeester       | Wilhelmina 'Willy' Verhulst     |
| Nico de Jong           | Frits Verhulst, vader van Willy |
| Piet Köhler            | Johan, de huisknecht            |
| Paul Steenbergen       | Alfred Herder                   |
| Theo Frenkel jr.       | Hans Daldrop                    |
| Chris Baay             | Bob, zijn vriend                |
| Louis Gimberg          | Omroepdirecteur De Raadt        |
| Kommer Kleijn          | Regisseur                       |
| Guus Weitzel           | Omroeper                        |
| Anton Roemer           | Gymnastiekleraar                |
| Sophie Köhler-van Dijk | Juffrouw Baalman, lerares       |
| Ko Arnoldi             | Examinator                      |
| Joke Bosch             | Mies Tuinders                   |
| Mien Duymaer van Twist | Tante Paula                     |
| Lau Ezerman            | Oom Theodoor                    |
| Peronne Hosang         | verloofde van Johan             |
| Aaf Bouber             | Eigenares taverne               |
| Bob de Lange           | Kamphuis                        |

## Productie
In 1937 maakten Lily Bouwmeester en Rudy Meyer de film Pygmalion. Wegens het overweldigende succes richtten ze daarna samen filmmaatschappij Hollandia op, om er hun eigen films te maken en distribueren.
Morgen gaat 't beter is hun tweede film voor de studio. De echtgenote van de productieleider Rudolf Meyer las het boek van Annemarie Selinko en drong  haar man aan op een verfilming. Hij zocht haar op in Parijs en bracht haar over naar Nederland om samen met Friedrich Zelnik en Wim Kan het draaiboek samen te stellen. Het Algemeen Handelsblad maakte op 5 november 1938 bekend dat de film in productie zou gaan. Omdat Bouwmeester niet alleen in Pygmalion, maar ook in Vadertje Langbeen (1938) de voornaamste hoofdrol speelde, en de makers zich het gevaar realiseerden van het overmatig inzetten van Bouwmeesters acteerwerk, was er bij de productie van Morgen gaat 't beter voor gekozen dat de focus op meerdere personages zou liggen. De makers overwogen om amateurs in te huren voor de resterende rollen, maar zagen daar uiteindelijk van af.
Voor de Nederlandse versie van het buitenlandse boek werd de handeling verplaatst naar Het Gooi en Hilversum. De opnames vonden echter plaats in Cinetone Studio's in Duivendrecht. De radiostudio werd weliswaar nagebouwd, maar in de film zijn wel degelijk mensen te zien uit de radio-wereld van toen, zoals Kommer Kleyn en Guus Weitzel. In de tijd waarin er in Nederland nog geen televisie bestond, zijn dit grote, geliefde namen. Lily Bouwmeester was inmiddels een gevierde filmster en wordt aan het begin van de film door Guus Weitzel met nadruk geïntroduceerd. Geïnspireerd door het succes van Pygmalion, vroegen verscheidene distributiebedrijven al om contracten voor rechten van vertoning, voordat de opnames waren begonnen.
Paul Steenbergen en Theo Frenkel jr. speelden gelijktijdig met de opnames in toneelproducties; overdag draaiden ze hun scènes en 's avonds moesten ze op de toneelplanken staan. Desondanks meldde producent Rudolf Meyer dat de draaiperiode volgens schema is verlopen; op 21 januari 1939 werden de opnames afgerond.

## Ontvangst
De film ging op 23 februari 1939 in première en werd een groot succes, zeker omdat op subtiele wijze werd ingespeeld op de uitzichtloze economische crisis van het moment. Met de titel en het gelijknamige in de film prominente liedje werd gestimuleerd de moraal te hoog te houden, ondanks de moeilijke omstandigheden. Criticus van De Tijd schreef dat Morgen gaat 't beter "dramatisch beter verantwoord" is en "meer facetten vertoont" dan Vadertje Langbeen. Hij vervolgde: "In zoverre zit er groei in de productie en blijft de kans groter worden dat men een steeds hoger stijgend niveau bereiken zal." De recensent benadrukte zijn kritiek op het "te simplistische scenario", maar schreef wel dat "de spelers doorgaans goed op hun plaats [staan]" en dat "Heller als cameraman uitstekend werk [heeft] verricht". Hij sloot af met een lofzang voor de fotografie; hij noemde Morgen gaat 't beter "misschien wel de best gefotografeerde Nederlandse productie" ooit, en schreef dat de film een goede bijdrage is aan de verdere ontwikkeling van de vaderlandse filmindustrie.
Het opgewekte liedje, met dezelfde titel als de film, werd ook een succes en is op de plaat gezet door diverse bekende zangers uit het tijdperk, zoals Willy Derby, Bob Scholte en Kees Pruis.
Tegenwoordig wordt de film genoemd als een van de drie succesvolste vooroorlogse films, samen met Op hoop van zegen (1934) en Pygmalion (1937). Op 19 oktober 2006 verscheen de film op dvd in de reeks Nederlandse Filmklassiekers van het Filmmuseum.
1896-1909 · 1910-19 · 1920-29 · 1930-39 · 1940-49 · 1950-59 · 1960-69 · 1970-79 · 1980-89 · 1990-99 · 2000-09 · 2010-19
· 2020-29